# Eucher d'Orléans
Pour les articles homonymes, voir Eucher.
Saint Eucher d'Orléans ou Euchère (en latin : Eucherius) est un moine bénédictin et évêque d'Orléans du royaume des francs au VIIIe siècle. Il naît à Orléans (alors dans le Comté d'Orléans et actuelle ville française du département du Loiret) au VIIe siècle, peut-être en 687, et meurt le 20 février 743 à l’abbaye de Saint-Trond (dans l'actuelle province belge de Limbourg).  

## Biographie
Né à Orléans au sein d'une famille aisée, Eucher reçoit une formation théologique dès l'âge de sept ans avant d’entrer vers 714 au monastère de Jumièges du diocèse de Rouen.
En 721, il devient évêque d'Orléans, où il succède à son oncle Savary qui vient de mourir. Déjà connu pour ses qualités intellectuelles et spirituelles, il est choisi par Charles Martel, maire du palais de Neustrie et d'Austrasie, à la suite de la demande d’une délégation populaire. Très réticent car attaché à la vie monastique, il n’accepte la dignité épiscopale que sous la contrainte de Charles Martel. 
Il fait montre d’indépendance vis-à-vis du puissant maire du palais. Au contraire d’autres évêques, Eucher proteste vivement lorsque, après la victoire de Poitiers en 732, Charles Martel n’hésite pas à distribuer arbitrairement des biens d’Église aux soldats qui l'avaient secondé dans sa campagne contre les Sarrasins. 
Irrité, Charles Martel force Eucher à partir en exil, d’abord à Cologne où il est fort bien reçu et devient même très populaire. Il est alors transféré dans le comté d'Hesbaye dans le château d'Haspengaw sous la garde du duc Chrodebert,. Le poursuivant de sa vindicte, Charles Martel fait en sorte qu’il soit quasi séquestré dans un monastère voisin de Liège, l’abbaye de Saint-Trond, où il meurt vers 743. 
Son tombeau y est pendant longtemps un lieu de pèlerinage. Considéré comme saint par l'Église catholique romaine, la liturgie le commémore le 20 février.

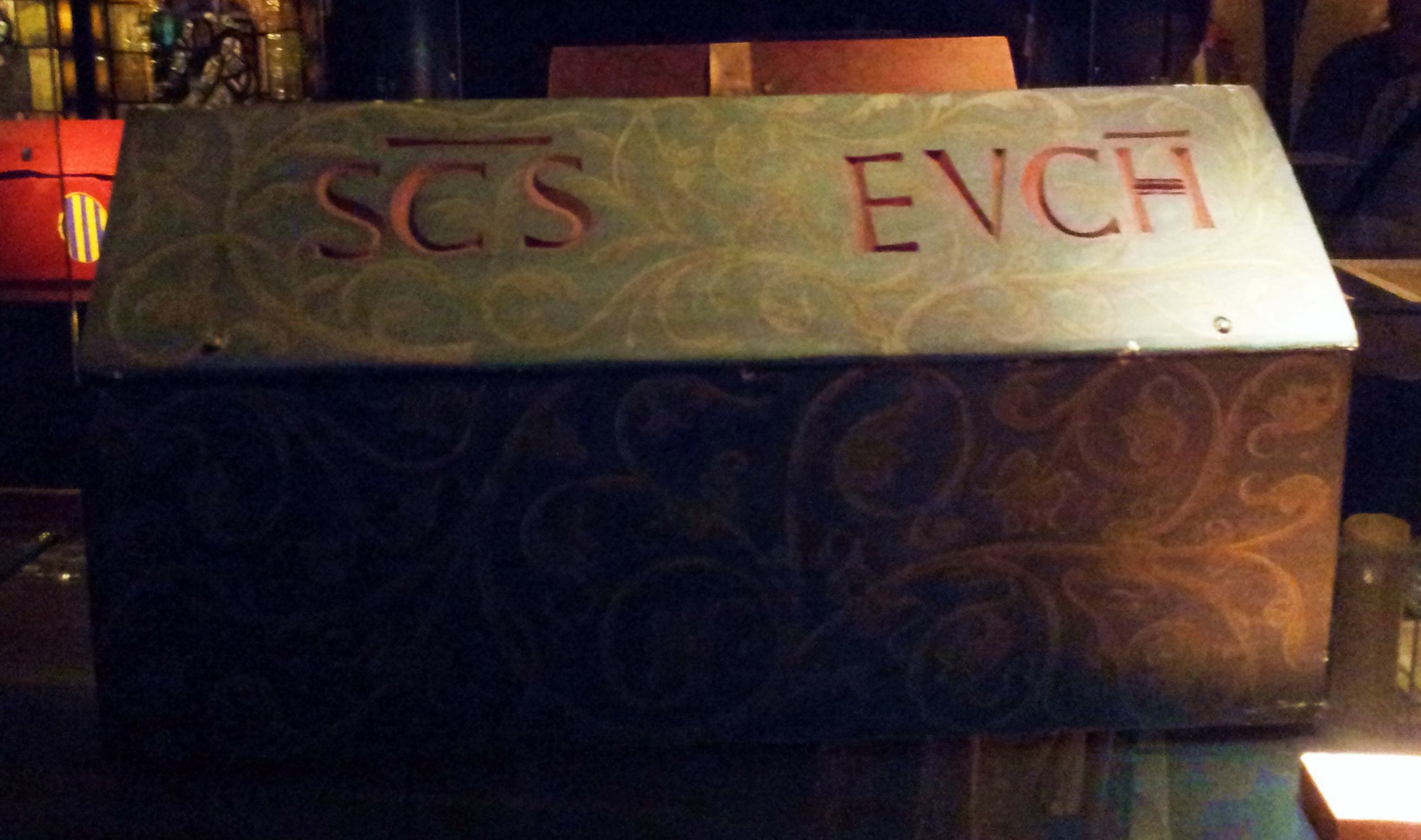
Reliquaire, église Notre-Dame, St-Trond.
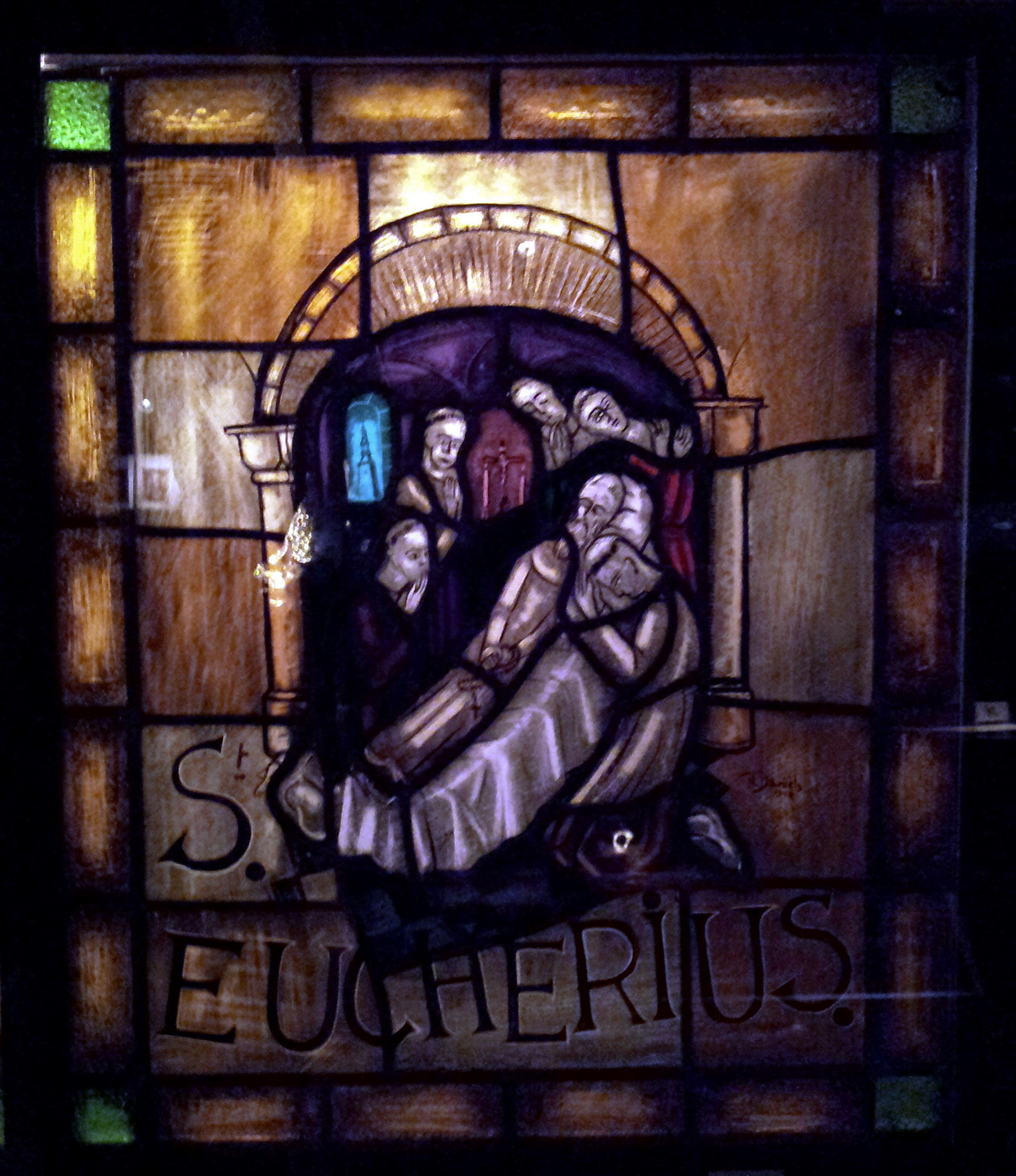
Vitrail de la mort de saint Euchère, trésor de l'église Notre-Dame, Saint-Trond.

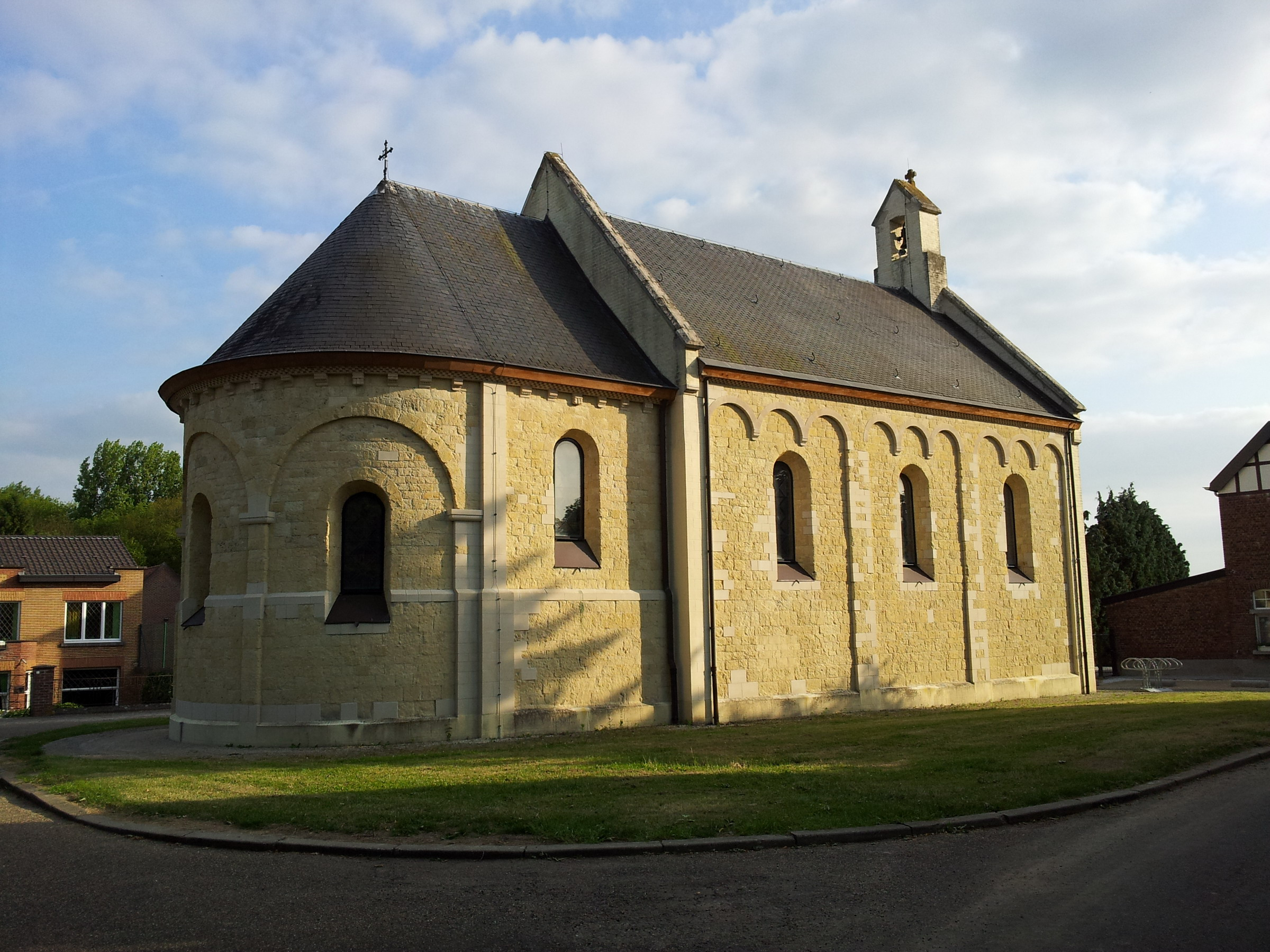
Chapelle St-Euchère, Brustem.
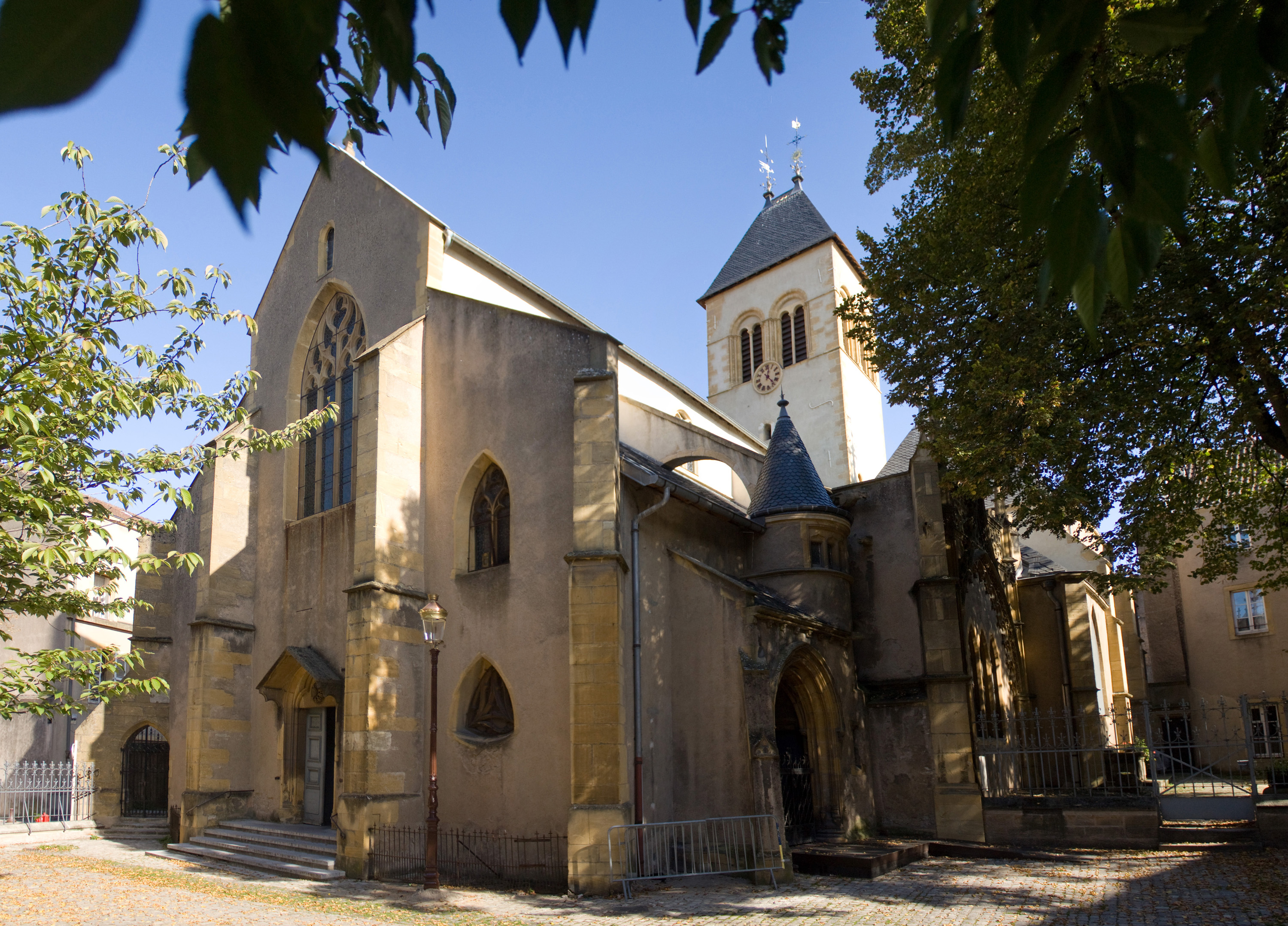
Église St-Euchère, Metz